# Línea A (EMT Málaga)

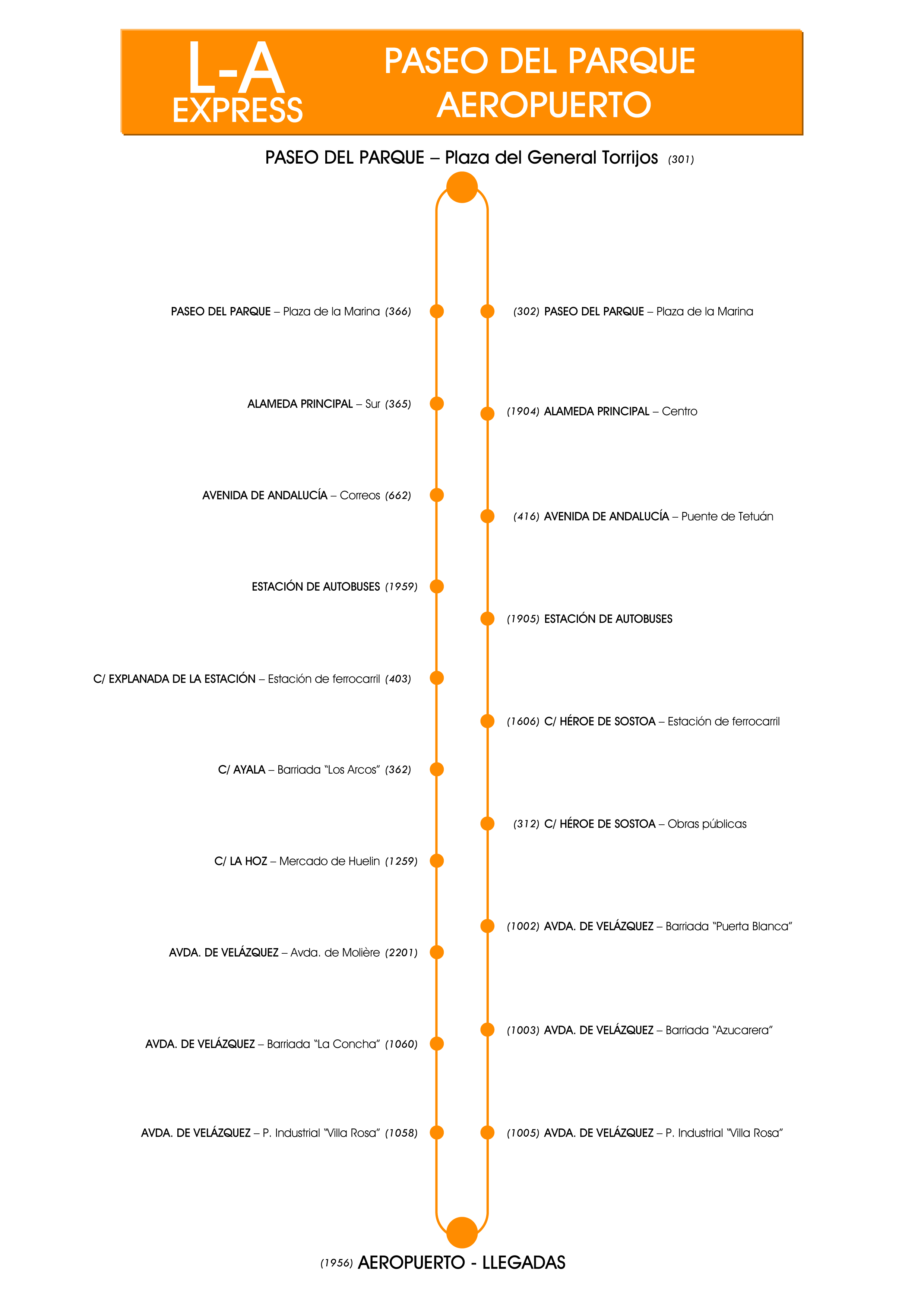
Itinerario de la Línea A

La línea A de la EMT de Málaga es una línea expreso que une el centro de la ciudad con el Aeropuerto de Málaga-Costa del Sol.
Su recorrido comienza en la plaza del General Torrijos, junto a la línea 3 y finaliza en el Aeropuerto, junto a las puertas de la terminal de Llegadas.

## Características
La línea, tras terminar los estudios pertinentes por parte de la EMT, fue creada y puesta en servicio el 23 de junio de 2010, sustituyendo a la antigua 19. El objetivo es mantener una comunicación rápida y cómoda en autobús entre los puntos de interés turístico de la ciudad, como son la estación de autobuses, la estación de Málaga-María Zambrano, la Alameda o el parque. El tiempo estimado de viaje desde la estación de autobuses es de unos 15 minutos hasta el Aeropuerto. El coste de la línea, por tener un carácter exprés, asciende a 3 €.

### Material Móvil
Los autobuses asignados antiguamente a la línea eran Irisbus Citelis carrozados por Castrosua, dotados con portaequipajes. En la actualidad, en esta línea normalmente circulan MAN Lion's City A-22 Efficient Hybrid, y de vez en cuando utiliza Irisbus Iveco Citelis sobre carrocería Hispano Carrocera Habit, Iveco Urbanway (todos estos articulados), y en algún refuerzo puede aparecer con otros modelos e incluso con autobuses de medida estándar

## Horarios
| 6     | 7     | 8     | 9     | 10    | 11    | 12    | 13    | 14    | 15    | 16    | 17    | 18    | 19    | 20    | 21    | 22 | 23    |
| 25 45 | 10 35 | 00 30 | 00 30 | 00 30 | 00 30 | 00 30 | 00 30 | 00 30 | 00 30 | 00 30 | 00 30 | 00 30 | 00 30 | 00 30 | 00 35 | 20 | 00 30 |

| 7        | 8     | 9     | 10    | 11    | 12    | 13    | 14    | 15    | 16    | 17    | 18    | 19    | 20    | 21    | 22 | 23 | 24 |
| 00 23 49 | 17 43 | 13 43 | 13 42 | 13 43 | 13 43 | 13 43 | 13 43 | 13 43 | 13 43 | 13 43 | 13 43 | 13 43 | 13 42 | 10 40 | 15 | 00 | 00 |

## Recorrido

### Ida
Desde la plaza del General Torrijos, se dirige en dirección oeste a lo largo del paseo del Parque hasta la Alameda, donde toma la avenida de Andalucía. Sigue recto hasta la intersección con Armengual de la Mota/Callejones del Perchel, donde toma la rotonda a la izquierda, para incorporarse a la última. Desde aquí, entra a la estación de autobuses por la calle Mendívil. Sale de esta por el paseo de los Tilos y retoma el recorrido por la Explanada de la Estación para incorporarse a la carretera de Cádiz, que recorre a todo lo largo hasta el cruce del Aeropuerto. Aquí toma la avenida del Comandante García Morato hasta llegar a la zona de Llegadas del Aeropuerto de la T2, donde tiene su cabecera.

### Vuelta
Desde la cabecera en Llegadas, toma de nuevo la avenida del Comandante García Morato para salir del Aeropuerto, cruza la avenida de Velázquez sobre el puente del Cruce del Aeropuerto para tomarla sentido centro. Cruza toda esta avenida, sigue el recorrido por la avenida de la Paloma, calle La Hoz, calle Ayala, y al final de esta gira a la izquierda para llegar a la estación de autobuses. Saliendo de esta, sigue por el paseo de los Tilos, Callejones del Perchel y finalmente, al final de esta vía, gira a la derecha en la rotonda para tomar la avenida de Andalucía, la Alameda y el paseo del parque y poner fin a su recorrido en la cabecera de la plaza del General Torrijos.